# Hrvatski nogomet u Bosni i Hercegovini
Najpopularniji šport u Hrvata Bosne i Hercegovine je nogomet.

## Osnivanje i prve godine klubova
Potkraj devedesetih godina XIX. stoljeća Hrvati u Bosni i Hercegovini osnivaju narodne čitaonice i kulturna i pjevačka društva, dok se početkom XX. stoljeća javlja sloj hrvatske inteligencije koji će odigrati značajnu ulogu u političkome i kulturnom životu Hrvata. Dolazi do buđenja nacionalne svijesti Hrvata u Bosni i Hercegovini.
U mostarskoj Staroj gimnaziji (Gimnazija Mostar) koja je počela djelovati kao škola već 1897. godine, začeo se i nogomet i košarka pa je značaj ove legendarne institucije za razvoj ne samo športa, od presudne važnosti za grad Mostar i čitavu regiju. U jesen 1903. godine iz Sarajeva na mostarsku gimnaziju dolazi svršeni učitelj gimnastike Viktor Beck te snažan zamah doživljava koturaštvo i gimnastika, kao temelj tjelesnog odgoja, odnosno temelj kineziologije. Drugi povijesni trenutak je dolazak novog gimnazijskog učitelja. Bio je to Stjepan plemeniti Kuštreba, a s njim na pozornicu stupaju novi športovi, među njima i nogomet.
Prva nogometna lopta u BiH je donesena u Mostar iz Budimpešte. Bilo je to 1903. godine, a 1905. u prostorijama HKD "Hrvoje" hrvatska mladež je osnovala Đački športski klub koji kasnije, 1912. godine prerasta u Gimnazijalni nogometni klub Zrinjski. Zrinjski je tako postao najstariji nogometni klub u BiH. Hrvati u Mostaru pri Hrvatskoj radničkoj zadruzi osnivaju 1906. godine Hrvatski radnički omladinski športski klub, drugi hrvatski nogometni klub u Mostaru.
Nedugo nakon toga, Hrvati u ostalim većim gradovima Bosne i Hercegovine pri kulturnim društvima i radničkim zadrugama osnivaju športska društva, prije svega nogomtene klubove, kao posebne odjele tih društava i zadruga. Tako Hrvati Sarajeva osnivaju Sarajevski amaterski športski klub 1910. godine, a Hrvati Banje Luke Nogometni klub Hrvoje. Već tada osnovana športska društva dala su velik doprinos stvaranju zajedništva i afirmaciji Hrvata u Bosni i Hercegovini, njihove povijesti, kulture i svih drugih relevantnih vrijednosti.
Već 1914. godine, točnije 28. lipnja 1914. godine, s prvim plamenom Prvog svjetskog rata, zabranjen je rad klubovima. Tri naredne godine zamire svaka športska aktivnost u gradovima, a onda 1917. godine, Zrinjski se stapa s HROŠK-om i tako objedinjeni klub dobiva ime: Hercegovac. Ovaj klub Hercegovac je životario do kraja Prvog svjetskog rata. 1918. godine stvaranjem Kraljevine Srba, Hrvata i Slovenaca, iz Hercegovca je formiran jedan inicijativni odbor za osnivanjem "Jugoslavenskog športskog kluba" (JŠK) u kojem su mogli igrati svi, bez razlike na vjeru i naciju.

## Razdoblje između dva svjetska rata
Hrvati su brzo vidjeli da su ih Srbi s nadnacionalnim klubom htjeli posvojiti, te su se konačno, 1922. godine obnovlili Hrvatski športski klub Zrinjski, koji kreće s ozbiljnijim natjecateljskim ambicijama, ne toliko u nekom ligaškom statusu, koliko u nakani da igra utakmice s takmacima u gradu (RŠK Velež, JŠK, kasnije Vardar) i u bližoj okolici (Čapljina), pa i dalje (Sarajevo, Trebinje), kao i u susjednoj Dalmaciji.
Tijekom 1920-ih, Zrinjski i Hrvoje većinom igraju prijateljske utakmice s klubovima iz gradova i regija u kojim se nalaze, dok SAŠK od 1923. do 1929. i ponovno u sezoni 1930./1931. nastupa u najvišem nogometnom natjecanju u državi – Prvenstvu Kraljevine Srba, Hrvata i Slovenaca. SAŠK tako postaje poznat nogometni klub u državi, koji je najveće uspjehe postigao u sezonama 1923. (viceprvak) i 1924. (trećeplasirani), dok je u ostalim sezonama ispadao u četvrtfinalu ili završavao u donjem dijelu ljestvice, ovisno kako se igralo po liga ili kup sustavu.
Tijekom 1930-ih, SAŠK, Zrinjski i Hrvoje igraju međusobne prijateljske oglede te tako nastupaju od Dubrovnika, Sarajeva, preko Tuzle i Banje Luke do Splita i Zagreba. Naročito su bile česte utakmice mostarskih i sarajevskih klubova, prije svega hrvatskih klubova Zrinjskog i SAŠK-a, ali na nogometnim turnirima, koji su organizirani u Mostaru, nastupaju i muslimanski i srpski klubovi pa čak i jedan židovski klub. Vrijedno je spomenuti da je Zrinjski u tom periodu odigrao i tri utakmice pod svjetlošću reflektora. Za tu prigodu reflektori su posuđeni od mostarskog rudnika mrkog uglja i kako navodi gosp. Ivan Rebac u svom sjećanju na prvu utakmicu je stiglo i oko pet stotina navijača Zrinjskog iz Širokog Brijega predvođeni poduzetnikom Antom Paradžikom.

## Drugi svjetski rat i zabrana rada
Drugi svjetski rat morao je poremetiti razvojnu stazu hrvatskih nogometnih klubova u Bosni i Hercegovini. Istina, tijekom 1941. godine SAŠK, Zrinjski i Hrvojem su se priključili u Prvoj hrvatskoj ligi, koja je formirana nakon što je 17. srpnja 1941. godine Nezavisna država Hrvatska bila primljena u članstvo FIFA-e. U tom periodu nehrvatski klubovi poput Gjerzeleza iz Sarajeva i BŠK-a iz Banje Luke, dobivaju hrvatski predznak u nazivu te se također natječu u Prvoj nogometnoj ligi NDH.
Iz tog perioda ostale su fotografije koje svjedoče o povijesnim utakmicama Zrinjskog protiv Građanskog iz Zagreba i splitskog Hajduka. 1942. godine Zrinjski odigrava i jednu utakmicu protiv selekcije talijanske vojske i pobjeđuje s 2:0. Ostao je i trag da je 1943., također u Mostaru, odigrana utakmica s Muslimanskim omladinskim športskim klubom Jedinstvo, u kojoj je ostvarena pobjeda od 2:1. Godine 1944. nogometno prvenstvo Nezavisne Države Hrvatske nije završeno. U završnici prvenstva su se trebali susresti HAŠK iz Zagreba i SAŠK iz Sarajeva, ali je susret završnice otkazan zbog ratnog stanja. Hrvatski nogometni savez je prvo titulu dodijelio HAŠK-u, ali je 1945. povukao odluku, pa za 1944. nije proglašen prvak.
Negdje na tim podatcima završava se nedovoljno poznata, u dokumentima nedostatna, povijest hrvatskih nogometnih klubova u Bosni i Hercegovini. Naravno, ako se izuzme velika crna točka, stavljena 1945. godine na sudbinu klubova. Tada je nova narodna vlast zabranila svim kulturnim i športskim udrugama s nacionalnim predznakom obnovu rada.  Hrvate je najviše peklo navodno potiskivanje nacionalnog u ime nekih viših, a u suštini velikodržavnih ciljeva vlastodržačkih naroda.

## Socijalistička Jugoslavija
Za vremena socijalističke Jugoslavije nastaju klubovi bez nacionalnih predznaka, u kojima nastupa velik broj igrača različitih nacionalnih i vjerskih opredjeljenja. Gotovo svako središte općine u Bosni i Hercegovini dobiva svoj klub, prije ili kasnije, a osnivaju se i nogometni klubovi i u drugim pojedinim naseljima općina.
Nogometni savez Socijalističke Republike Bosne i Hercegovine, koji je bio član Nogometnog saveza Jugoslavije sastojao se od nekoliko podsaveza. Nogometno prvenstvo koje je vodio NSSRBiH bilo je u rangu jugoslavenske druge lige (tzv. republička liga), a prvenstva koja su vodili podsavezi NSSRBiH bila su kao niže lige. Nogometaši hrvatske nacionalnosti igrali su većinom u klubovima koji su se nalazili u regijama s većom hrvatskom prisutnošću ili njihovom ukorijenjenošću poput zapadne Hercegovine, jugozapadne Bosne, Bosanske Posavine, središnje Bosne i dijelova istočne Hercegovine.
Što se tiče većih klubova koji su dugi niz godina igrali u Prvoj nogometnoj ligi SRFJ kao što su Željezničar, Sarajevo, Velež, Čelik i Sloboda, tu su također hrvatski nogometaši dali velik doprinos. Najpoznatiji igrači hrvatske nacionalnosti koji su nastupali za klubove iz Bosne i Hercegovine u Prvoj jugoslavenskoj ligi su: Ivica Osim, Josip Bukal, Josip Katalinski, Nikola Nikić, Mario Stanić, Miroslav Blažević, Miroslav Brozović, Davor Jozić, Franjo Vladić, Ivan Ćurković, Blaž Slišković, Vlado Slišković, Josip Musa, Boro Primorac, Ivica Barbarić, Goran Jurić, Predrag Jurić, Jadranko Topić, Marijan Bloudek i Ivan Cvjetković.

## Tijekom rata i poslijeraća
Demokratskim promjenama i ratom u Bosni i Hercegovini u prvoj polovici 1990-ih stvoreni su uvjeti za obnavljanje rada klubova kojima je zabranjen rad od strane komunističkih vlasti nakon Drugog svjetskog rata. Tako su nakon gotovo pola stoljeća zabrane obnovljeni Zrinjski (1992.) i SAŠK (1994.) dok su ostali klubovi nastali za vrijeme socijalističke Jugoslavije istaknuli svoju pripadnost hrvatskom narodu većinom posebnom politikom koju je vodilo vodstvo klubova, a u nekim slučajevima i pomoću nacionalnog ("Hrvatski") predznaka u nazivu.
Hrvati Bosne i Hercegovine su prvi tijekom rata i poslijeraća u Bosni i Hercegovini osnovali vlasito nogometno ligaško natjecanje za svoje klubove. Prva nogometna liga Herceg-Bosne je formirana  1993. godine, a ligu je organizirao Nogometni savez Hrvatske Republike Herceg-Bosne. Osim lige postojao je i Nogometni kup Herceg-Bosne, koji se igrao od 1994. godine. 
Zrinjski je jedan od subjekata koji su mnogo pridonijeli organiziranju Nogometnog saveza Hrvatske Republike Herceg-Bosne i prvog prvenstva toga saveza 1994. godine, prvog nogometnog prvenstva u Bosni i Hercegovini uopće nakon početka rata u toj zemlji. U sedam sezona igranja Prve nogometne lige Herceg-Bosne najuspješniji je bio Široki Brijeg s pet naslova prvaka, dok je Posušje osvojilo dva naslova. U pet sezona igranja Nogometnog kupa Herceg-Bosne najuspješniji je bio Ljubuški s dva naslova, dok su Brotnjo, Orašje i Troglav jednom osvojili kup.
U nogometnom prvesntvu i kupu Herceg-Bosne igrala je većina nogometnih klubova iz većih općinskih središta Bosne i Hercegovine s većinskim hrvatskim stanovništvom: HŠK Zrinjski Mostar, NK Široki Brijeg, NK Brotnjo Čitluk, NK Posušje, HNK Orašje, NK Žepče, HNK Ljubuški, HNK Grude, NK Troglav Livno, HNK Tomislav Tomislavgrad, HNK Kupres, HNK Sloga Uskoplje, HNK Rama, HNK Stolac, HNK Čapljina, NK Kiseljak, NK Vitez, NK Stanić Kreševo, NK Novi Travnik, NK Elektrobosna Jajce i GOŠK.
Nogometna reprezentacija Herceg-Bosne je odigrala svoju jedinu utakmicu s najboljom vrstom Paragvaja, 21. travnja 1996. godine u glavnom gradu Paragvaja, Asunciónu. Tu utakmicu Nogometni savez Paragvaja priznaje kao službenu, čak je i FIFA vodi takvom, samo je ne priznaje Nogometni savez BiH. Utakmicu je Paragvaj dobio s 3:0 (1:0), a za Herceg-Bosnu su nastupili: Dukić, Skoko, Kordić, Babić, Bubalo, Matan, Ravlić, Musa, Bogdan, Marinović, Marušić (još su igrali Sušac, Bartolović). Izbornik: Branko Međugorac.
Hrvatsku nogometnu broncu na Svjetskom prvenstvu 1998. u Francuskoj iskovali su i hrvatski igrači iz BiH. Prvi strijelac Mundijala, Davor Šuker, rođeni je Osječanin, a prema podrijetlu roditelja Livnjak, Mario Stanić je stigao iz Sarajeva, ali hercegovačkih je korijena, kao i Kruno Jurčić, Zvonimir Soldo, Dario Šimić, Zoran Mamić, Vladimir Vasilj... Nakon smjene te slavne generacije, za vatrene su zaigrali braća livanjskih korijena Niko i Robert Kovač, te cijela plejada igrača podrijetlom iz BiH: Boris Živković, Stjepan Tomas, Mario Tokić, braća Tomislav i Marijo Marić, Mato Neretljak i Vedran Ješe.

## Jedinstveni nogomet u BiH
U sezonama 1997./1998. i 1999./2000., najbolji nogometni klubovi bosanskohercegovačkih Hrvata su se suočavali s najboljim bošnjačkim za ulazak u UEFA-ina europska klupska natjecanja. U sezoni 1998./1999. do play offa ipak nije došlo zbog nesuglasica između NSBiH i NS HRHB, a u predkolima europskih klupskih nogometnih natjecanja Bosnu i Hercegovinu su predstavljali klubovi iz NSBiH odnosno bošnjački klubovi. Brotnjo je postiglo svoj najveći klupski uspjeh u sezoni 1999./2000. kada su pobijedili u doigravanju za prvaka BiH. Nekoliko dana ranije, Zrinjski je pobjedom nakon izvođenja jedanaesteraca protiv zeničkog Đerzeleza, izborio plasman u prvo kolo Intertoto kupa. Tako je postao prvi hrvatski nogometni klub iz BiH, koji je sudjelovao u nekom UEFA-inom klupskom natjecanju.
Ovi odnosi su postojali sve do sezone 2000./2001., kada su se dvije lige spojile u jednu, stvorivši nogometnu Premijer ligu Bosne i Hercegovine. Ulaskom nogometnih klubova iz  Republike Srpske u Premijer ligu, 2002. godine dolazi do konačnog ujedinjena nogometa u Bosni i Hercegovini.
Najuspješniji hrvatski nogometni klubovi u jedinstvenoj Premijer ligu Bosne i Hercegovine su Zrinjski i Široki Brijeg, koji su do sada dva puta osvojili naslov prvaka države. Po prvi put u svojoj povijesti Široki je postao prvak Bosne i Hercegovine u sezoni 2003./2004., a navedeni uspjeh je ponovljen u sezoni 2005./2006. Zrinjski po prvi put u povijesti grada na Neretvi, na svoju stotu obljetnicu postojanja donosi titulu prvaka države u sezoni 2004./2005., a navedeni uspjeh je ponovljen u sezoni 2008./2009. Nogometni kup Bosne i Hercegovine od hrvatskih nogometnih klubova u BiH osvojili su: Orašje (2005./06.), Široki Brijeg (2006./2007. i 2012./2013.) i Zrinjski (2007./2008.).
| Premijer liga BiH - HŠK Zrinjski Mostar - NK GOŠK Gabela - NK Široki Brijeg Prva liga FBiH - HNK Čapljina - HNK Orašje - NK Metalleghe-BSI Jajce - NK Vitez | Druga liga FBiH – Sjever - NK Dinamo Donja Mahala - NK Odžak 102 Druga liga FBiH – Centar - NK SAŠK Napredak - NK Usora Žabljak - NK Žepče Druga liga FBiH – Zapad - NK Busovača - NK Kiseljak - NK Stanić Kreševo | Druga liga FBiH – Jug - HNK Branitelj Mostar - NK Bigeste Ljubuški - NK Brotnjo Čitluk - NK Drinovci - NK Kamešnica Podhum - HNK Grude - HŠK Posušje - HNK Neum - HNK Rama - HNK Sloga Uskoplje - HNK Stolac - NK Troglav 1918 Livno - HNK Tomislav Tomislavgrad - NK Višići - NK Troglav Livno |

| Nogometna reprezentacija RH                                                      | Nogometna reprezentacija BiH |
| -------------------------------------------------------------------------------- | --- |
| Dejan Lovren Marin Leovac Ivan Rakitić (podrijetlom) Mateo Kovačić (podrijetlom) | Toni Šunjić Elvis Sarić Jozo Šimunović Daniel Graovac Srđan Stanić Dario Đumić Mateo Sušić Stjepan Lončar Marijan Ćavar Luka Menalo Tomislav Tomić Zoran Kvržić Mato Jajalo Mario Vrančić Matrio Vrančić |

## Srodni članci
- Hrvati Bosne i Hercegovine
- Kultura Hrvata Bosne i Hercegovine
- Hrvatski šport u Bosni i Hercegovini
- Nogomet u Hrvatskoj

## Unutarnje poveznice
- Prvenstvo Jugoslavije u nogometu
- Prvenstvo Hrvatske u nogometu
- Prva nogometna liga Herceg-Bosne
- Nogometni kup Herceg-Bosne